# Funisciurus leucogenys
Funisciurus leucogenys е вид бозайник от семейство Катерицови (Sciuridae).

## Разпространение
Видът е разпространен в Бенин, Гана, Екваториална Гвинея, Камерун, Нигерия, Того и Централноафриканска република.